# Мишел Тонини
Мише́л Анж-Шарл Тонини́ (на френски: Michel Ange-Charles Tognini; е бивш френски военен летец-изпитател, 3-тия френски космонавт, астронавт на Европейската космическа агенция.

## Биография
Роден е на 30 септември 1949 във Венсен, Вал де Марн, Франция. След завършване на лицея в Кашан минава обучение във военновъздушното училище в Гренобъл (1970). През 1973 г. завършва Френската военновъздушната академия „École de l'Air“ в Салон дьо Прованс, където получава диплом за инженер. Минава и обучение за квалификация летец-изтребител.

## Служба във ВВС
През 1974 г. служи в изтребителна ескадрила, където лети на различни самолети. През 1976 г. става командир на звено, а през 1979 г. командир на ескадрила.

## Космическа подготовка
През септември 1985 г. Мишел Тонини е зачислен в отряда на космонавтите на френския Национален център за космически изследвания (CNES). През юли 1986 г. е изпратен в Москва за провеждане на медицински изследвания в рамките на подготовката за съвместния съветско-френския космически полет по програмата ARAGATZ. През август 1986 г. е назначен в дублиращия екипаж за космонавт-изследовател, след което, оставайки офицер от ВВС, е зачислен на щат в CNES. През ноември 1986 г. Тонини пристъпва към тренировки в Центъра за подготовка на космонавти „Ю. Гагарин“, включваща и подготовка за излизане в открития космос.
Полетът на кораба „Союз ТМ-7“, в който Тонини дублирал Жан-Лу Кретиен, се състоял от 26 ноември до 21 декември 1988 г.
През 1989 – 1990 г. М. Тонини работил в Тулуза по програмата за създаване на европейската космическа система „Хермес“, като влиза в условния екипаж на кораба заедно с Жан-Пиер Еньоре.
През 1990 – 1992 г. е един от шестте кандидати от Франция на 2-рия набор в отряда на астронавтите на Европейската космическа агенция (ЕКА), тогава в отряда е зачислен Жан-Франсоа Клервоа.
В съответствие с подписания на 22 декември 1989 г. договор между руския Главкосмос и CNES за изпълнение на новия съвместен полет на станцията „Мир“ М. Тонини минава медицинско изследване в Москва като един от 6-те кандидата. През януари 1991 г. пристъпва към подготовка в ЦПК „Ю. Гагарин“ като космонавт-изследовател в основния екипаж. В хода на подготовката осъществява няколко полета на летателни симулатори на кораба „Буран“.

## Полет със „Союз ТМ-15“
Своя първи космически полет Мишел Тонини извършва от 27 юли до 10 август 1992 г. Екипажът е в състав Анатолий Соловьов, Сергей Авдеев. На 29 юли се скачват с орбиталния комплекс „Мир“, където работи екипажът на 11-а основна експедиция (Александър Викторенко и Александър Калери). След изпълнението на програмата на полета ANTARES и смяна на екипажа, на 9 август „Союз ТМ-14“ се откача от станцията „Мир“ и на 10 август се приземява. Мишел Тонини се връща на Земята с екипажа на 11-а основна експедиция. Продължителността на неговия полет е 13 денонощия 18 часа 56 минути 13 секунди.
През 1993 – 1994 г. М. Тонини минава курс по обучение във френския Научноизследователския институт по национална отбрана (Institut des hautes études de défense nationale – IHEDN).
От януари 1995 г. провежда подготовка в Космическия център „Линдън Джонсън“ (САЩ), заедно с астронавтите от Група НАСА-15. След завършване на подготовката получава през юли 1996 г. квалификацията специалист на полета, след което е назначен в отдела за оперативно планиране за астронавти на НАСА.
На 12 ноември 1997 г. получава назначение в екипажа на полет STS-93.

## Полет на „Колумбия“
Втория си полет Мишел Тонини извършва от 23—27 юли 1999 г. на кораба „Колумбия“, мисия STS-93. Неговата основна задача в хода на 5-дневната мисия е асистиране при извеждане в орбита на рентгеновата орбитална обсерватория „Чандра“, а така същои излизане, в случай на необходимост, в открития космос.

## Последваща дейност
През ноември 1999 г. Мишел Тонини е включен в отряда на астронавтите на ЕКА, базирана в Кьолн. Същевременно той продължава работата си в космическия център „Джонсън“.
През май 2003 г. М. Тонини оглавява астронавтския отдел в Европейския астронавтски център, като се лишил сам от статуса на активен астронавт. На тази длъжост е до декември 2004 г.
От януари 2005 г. Мишел Тонини е ръководител на Европейския център за подготовка на астронавти.

## Семейство
Женен от 1988 г. за втори път за инструктора в ЦПК Елена Василиевна Тонини (Чечина), има две деца от първия си брак и две от втория.